# Paul Boudehent
Paul Boudehent (Angers, 21 de noviembre de 1999) es un jugador profesional francés de rugby que se desempeña en la posición de ala cerrado en Stade Rochelais, equipo perteneciente a la liga Top 14.

## Carrera
Boudehent es un jugador de formación francesa (JIFF). En 2010 comenzó su carrera deportiva con el equipo SCO RC Angers, en el cual jugó cuatro temporadas (2010-2014), después pasó a Stade Nantais (2014-2017), luego a Stade Rochelais, donde lleva jugando siete temporadas.